# إليري سبرايبيري
إليري سبرايبيري (بالإنجليزية: Ellery Sprayberry)‏، من مواليد 26 أكتوبر 2000 في هيوستن، تكساس، هي ممثلة أمريكية اشتهرت في ويكفيلد وذا ينغ أند ذا رستلس.

## روابط خارجية
- إليري سبرايبيري على موقع IMDb (الإنجليزية)
- إليري سبرايبيري على موقع روتن توميتوز (الإنجليزية)
- إليري سبرايبيري على موقع ألو سيني (الفرنسية)
- إليري سبرايبيري على موقع أول موفي (الإنجليزية)
- إليري سبرايبيري على موقع قاعدة بيانات الفيلم (الإنجليزية)
- إليري سبرايبيري على موقع كينوبويسك (الروسية)